# Oberfrank Géza
Oberfrank Géza (Budapest, 1936. január 26. – Budapest, 2015. január 12.) magyar karmester.

## Élete, munkássága
1961-ben szerzett karmesteri diplomát a Liszt Ferenc Zeneművészeti Főiskolán. 1961-től 1980-ig az Magyar Állami Operaház tagja, közben 1973-tól 1976-ig Berlinben a Komische Oper főzeneigazgatója, Walter Felsenstein vezető zenei munkatársa. 1976-tól 1983-ig a Budapesti MÁV Szimfonikus Zenekar vezető karmestereként állandó szereplője volt a koncertéletnek és egyben 1980-tól 1983-ig a Budapesti Operettszínház művészeti vezetőjeként is működött. 1983-tól 1989-ig Szegeden főzeneigazgató, a Szegedi Szimfonikus Zenekar igazgató karnagya és a Szegedi Nemzeti Színház operaigazgatója volt, számos előadást dirigált a Szegedi Szabadtéri Játékokon, szegedi operaprodukciókkal évente turnézott Nyugat-Európában. 1989-ben a budapesti Operaház zenei vezetését vállalta, a kilencvenes években főzeneigazgatója volt, majd címzetes főzeneigazgatója lett, az intézmény stúdióját irányította 2010-ig. Operák rendezőjeként is bemutatkozott, számos műfordítás fűződik nevéhez. Európa szinte valamennyi országában koncertezett, vezényelt Kanadában és az Amerikai Egyesült Államok több városában is, számos hanglemezfelvétele készült.

## Díjai, elismerései
- Liszt Ferenc-díj (1970)
- Érdemes művész (1982)
- Kiváló művész (1988)
- A Magyar Köztársasági Érdemrend középkeresztje (1998)